# Kalø Vig
Kalø Vig er den nordlige ende af Århusbugten fra Skæring Strand mod nordøst til enden ved Kalø Slotsruin neden for Rønde. Mod øst ligger Mols Bjerge og den næsten runde Knebel Vig, der sammen med Begtrup Vig mod syd danner halvøen Skødshoved, der er den sydøstlige afgrænsning af Kalø Vig.
Kalø Vig præges af kontrasten mellem det moderne Studstrupværket, der ligger på den vestlige side af vigen og ruinen af middelalderborgen Kalø Slot i bunden af bugten. 
Der er flere lystbådehavne ved vigen, f.eks. Kaløvig Bådelaug ved Studstrupværket og Nappedam i Egens Vig øst for Kalø Slotsruin. 
Området omkring Kalø Slot og Kalø Hovedgård blev fredet allerede i 1939 og indgår nu sammen med arealer ved Egens Vig i Nationalpark Mols Bjerge. Der er for at bevare de flotte linjer i landskabet foretaget udsigtsfredninger ved Hjelmager nedenfor Løgten, i området mellem Ugelbølle og Løgten Bugt/ Følle Strand og ved Følle Strandgård for at opretholde en udsigt til Følle Vig vest for Kalø Slot.
- Kalø Vig set fra Trehøje i Mols Bjerge; forrest Knebel Vig og til venstre Skødshoved, i baggrunden Studstrupværket
- Kalø Slotsruin og den ca. 500 m lange, brolagte dæmning ud til øen

I 2002 blev de indre danske farvande ramt af det mest omfattende og langvarige iltsvind i nyere tid. DMU’s undersøgelser viste efterfølgende, at især Kalø Vig var meget kraftigt påvirket af iltsvindet. På dybder over 13 m var dyrelivet stort set forsvundet.